# Wuxi Wugo
El Wuxi Wugo (en chino simplificado, 无锡吴钩足球俱乐部) es un equipo de fútbol de China que juega en la Segunda Liga China; la tercera división nacional.

## Historia
Fue fundado en el año 2011 en la ciudad de Wuxi en Jiangsu con el nombre Wuxi Xinje, pero fue hasta el 2020 que consigue el ascenso a la Segunda Liga China. Al año siguiente cambia su nombre por el de Wuxi Wugou.
En 2022 consigue el ascenso a la Primera Liga China tras la desaparición de varios equipos profesionales a inicios de 2023, y cambia su nombre por el de Wuxi Wugo.

## Nombres
- 2011–2020 Wuxi Xinje F.C. 无锡信捷
- 2021–2022 Wuxi Wugou F.C. 无锡吴钩
- 2023– Wuxi Wugo F.C. 无锡吴钩